# Primula caulifera
Primula caulifera är en viveväxtart som beskrevs av C.M. Hu. Primula caulifera ingår i släktet vivor, och familjen viveväxter. Inga underarter finns listade i Catalogue of Life.